# Казначеевский (Тульская область)
Казначеевский — посёлок в Щёкинском районе Тульской области России.
В рамках административно-территориального устройства является центром Казначеевской сельской администрации Щёкинского района, в рамках организации местного самоуправления включается в сельское поселение Ломинцевское.

## География
Расположен в 3 км к юго-востоку от железнодорожной станции Казначеевка и в 4 км к северо-востоку от железнодорожной станции города Щёкино.

## История
С 1963 по 2005 годы Казначеевский имел статус рабочего посёлка.
По данным Большой советской энциклопедии в посёлке работал завод железобетонных изделий.

## Население
| 1970 | 1979  | 1989 | 2002 | 2010 |
| ---- | ----- | ---- | ---- | ---- |
| 3070 | ↘2075 | ↘893 | ↘478 | ↘23  |